# Scott Grimes
Pour les articles homonymes, voir Grimes.
Scott Grimes, né le 9 juillet 1971 à Lowell, dans le Massachusetts, est un acteur et musicien américain.
Il est principalement connu pour avoir interprété le sergent Malarkey dans Frères d'armes et le docteur Archie Morris dans Urgences.
On notera également sa participation récurrente à la série La Vie à cinq de 1994 à 2000, aux côtés de Matthew Fox, Neve Campbell ou encore Scott Wolf et Jennifer Love Hewitt. Sa participation à la série The Orville (2017-2022) dans le rôle du lieutenant Gordon Malloy, est également remarquée.

## Biographie
Il est né à Lowell, dans le Massachusetts (États-Unis).

### Vie privée
Le 5 mai 1997, Scott Grimes épouse Dawn Bailey avec qui il a deux enfants : Madison Grimes née le 2 avril 1999 et Jackson Richard Grimes né le 4 septembre 2001. Ils divorcent en 2007.
Il se marie une seconde fois en décembre 2011 avec Megan Moore, et divorce en 2017.
Il épouse Adrianne Palicki alentours du 19 mai 2019. Adrianne Palicki demande le divorce après 2 mois de mariage.

## Filmographie

### Cinéma

#### Longs métrages
- 1986 : Critters de Stephen Herek : Brad Brown
- 1987 : Pinocchio et l'Empereur de la Nuit (Pinocchio and the Emperor of the Night) d'Hal Sutherland : Pinocchio (voix)
- 1988 : Critters 2 (Critters 2 : The Main Course) de Mick Garris : Brad
- 1989 : Zombie Academy (Night Life) de David Acomba : Archie Melville
- 1995 : USS Alabama (Crimson Tide) de Tony Scott : Maitre Officier Hilaire
- 1999 : Mystery, Alaska de Jay Roach : Brian "Birdie" Burns
- 2006 : To Kill a Mockumentary de Stephen Wallis : Jerry
- 2007 : Throwing Stars de Todd Breau : Mark
- 2010 : Robin des Bois (Robin Hood) de Ridley Scott : Will Scarlet
- 2014 : Un amour d'hiver (Winter's Tale) d'Akiva Goldsman : Le conducteur de la charrette
- 2015 : Pearly Gates de Scott Ehrlich : Richard Whiner
- 2016 : The Lost Tree de Brian A. Metcalf : Alan Parks
- 2023 : Oppenheimer de Christopher Nolan : Le conseiller

### Télévision

#### Séries télévisées
- 1985 : Hôtel (Hotel) : Josh Gilmour
- 1985 : La Cinquième Dimension (The Twilight Zone) : Kenny
- 1986 : The Greatest Adventure : Stories from the Bible : Yasha (voix)
- 1986 - 1987 : Madame est servie (Who's The Boss) : Chad McCann
- 1986 - 1987 : Together We Stand (en) : Jack Randall
- 1988 : Charles s'en charge (Charles in Charge) : Gary Marlin
- 1990 : Mes deux papas (My Two Dads) : Jordan
- 1990 : 21 Jump Street : Christopher Michaels
- 1992 : Wings : Marty
- 1993 : La Légende de Prince Vaillant (The Legend of Prince Valiant) : Eric (voix)
- 1994 : Birdland : Scott McKenzie
- 1994 - 2000 : La Vie à cinq (Party of Five) : Will McCorkle
- 1996 : Goode Behavior : Garth
- 2001 : Frères d'armes (Band of Brothers) : Sergent Donald Malarkey
- 2001 : First Years : Seth Kolatch
- 2003 - 2009 : Urgences (ER) : Dr Archie Morris
- 2005 - présent : American Dad! : Steve Smith (voix)
- 2010 : Dexter : Alex Tilden
- 2011 : NCIS : Enquêtes spéciales (NCIS) : Détective Danny Price
- 2011 : La Loi selon Harry (Harry's Law) : Ben l'assistant du procureur
- 2011 - 2015 / 2018 - 2020 : Les Griffin (Family Guy) : Kevin Swanson / Michael Bublé / Michael Pulaski (voix)
- 2012 : Suits : Avocats sur mesure (Suits) : Thomas Walsh
- 2012 : The High Fructose Adventures of Annoying Orange : Larry, le donut (voix)
- 2012 - 2014 : Republic of Doyle : Jimmy O'Rourke
- 2013 : Esprits criminels (Criminal Minds) : Donnie Bidwell
- 2013 / 2017 : NCIS : Los Angeles : David Flynn
- 2014 : Shameless : Dr Zabel
- 2015 : Justified : Loup-de-Mer
- 2016 : New York, unité spéciale (Law and Order: Special Victims Unit): Thomas Zimmerman, l'avocat (saison 17, épisode 19)
- 2017- 2022 : The Orville : Lieutenant Gordon Malloy

#### Téléfilms
- 1984 : La Nuit où l'on a sauvé le père Noël (The Night They Saved Christmas) de Jackie Cooper : David
- 1984 : A Doctor's Story de Peter Levin : Charles Wickes
- 1984 : It Came Upon the Midnight Clear de Peter H. Hunt : Robbie Westin
- 1987 : Frogs !de David Grossman : Arlo Anderson
- 1988 : Bring Me the Head of Dobie Gillis de Stanley Z. Cherry : Georgie Gillis
- 2003 : DreamKeeper de Steve Barron : Tehan
- 2013 : Mes parents terribles (Mom and Dad Undergrads) de Ron Oliver : Mike
- 2014 : L'arnaque de Noël (Santa Con) de Melissa Joan Hart : John